# 이마누엘라 지 파울라
이마누엘라 지 파울라(Emanuela de Paula, 1989년 4월 25일 ~ )는 브라질의 모델이다.